# Federico Ferrari
Federico Ferrari, (Milão, 1969), é um filósofo, escritor e crítico de arte italiano. Atualmente leciona na 'Academia de Belas Artes de Brera, Milão, onde é igualmente coordenador do M.A. em Culturas Visuais e Estúdios da Curadoria. Foi fellow em várias instituições europeias, entre as quais o C.N.R.S. de Génova e a Akademie Schloss Solitude de Estugarda. É correspondente para a Itália do Colégio internacional de filosofia em Paris.
Seus trabalhos mais conhecidos incluem sua investigação de teoria crítica da sociedade e desconstrução sobre os conceitos de imagem e de arte. Na sua obra o "filósofo italiano aborda a relação 'conflituosa e difícil' que existe entre essência da arte e da política" a partir do Romantismo alemão, ou seja, desde finais do século XVIII. Por o filósofo “a arte não é um fim em si, mas também não tem um fim fora de si (a política ou outra coisa qualquer)”.
Ao trabalho com a arte, ele associou várias reflexões sobre a questão das sociedades atomizadas da era pós-moderna. A sua reflexão moveu-se num registo duplo, que oscila entre o pensamento da comunidade de Bataille, Blanchot e Nancy e a reflexão crítica do operaismo italiano (Tronti, Negri, Cacciari).

## Obras
- La comunità errante. Bataille e l’esperienza comunitaria, Milano, Lanfranchi, 1997 ISBN 978-88-363-0066-2
- Nudità. Per una critica silenziosa, Milano, Lanfranchi, 1999 ISBN 978-88-363-0068-6
- Wolfgang Laib, Venezia, West Zone 1999
- La pelle delle immagini, com Jean-Luc Nancy, Torino, Bollati Boringhieri, 2003 (Paris, Klincksieck 2002; Berlin-Zűrich, Diaphanes 2006) ISBN 978-88-339-1448-0
- Lo spazio critico. Note per una decostruzione dell’istituzione museale, Roma, Sossella, 2004 (com Johannes Cladders, Rosalind Krauss, Federico Nicolao, Hans Ulrich Obrist, Giulio Paolini, Claudio Parmiggiani, Harald Szeemann) ISBN 978-88-87995-82-4
- La convocazione, com Tomas Maia e Federico Nicolao, Genova, Chorus, 2006
- Costellazioni. Saggi sull'immagine, il tempo e la memoria, Milano, Lanfranchi, 2006 ISBN 978-88-363-0075-4
- Iconografia dell'autore, com Jean-Luc Nancy, Roma, Sossella, 2006 (Paris, Galilée 2005; Chikuma Shobo, Tokio 2008) ISBN 978-88-89829-11-0
- Del contemporaneo. Saggi su arte e tempo, com Jean-Luc Nancy, Georges Didi-Huberman, Nathalie Heinich, Jean-Christophe Bailly, Milano 2007, Paravia Bruno Mondadori Editori.
- Sub specie aeternitatis. Arte ed etica, Reggio Emilia, Diabasis, 2008 ISBN 978-88-8103-524-3
- Il re è nudo. Aristocrazia e anarchia dell'arte, Roma, Sossella, 2011 ISBN 978-88-89829-94-3
- L'insieme vuoto per una pragmatica dell'immagine, Milano, Johan & Levi, 2013 ISBN 978-88-60100924
- L'anarca, Milano, Mimesis, 2014 ISBN 9788857526898
- La fin des fins. Scène en deux actes, com Jean-Luc Nancy, Nantes, Editions Cécile Defaut, 2015 ISBN 97823501836648
- Visioni. Scritti sull'arte, Milano, Lanfranchi, 2016 ISBN 978-8836300815
- Oscillazioni. Frammenti di un'autobiografia, Milano, SE, 2016 ISBN 978-8867232116